# Ruggero Lupi
Ruggero Lupi (Ferrara, 13 ottobre 1882 – Roma, 2 luglio 1933) è stato un attore italiano, attivo dall'epoca del cinema muto.

## Biografia
Lavorava soprattutto nel teatro dove era anche direttore o codirettore, lavorando a fianco di attori come Anna Magnani Il teatro del popolo negli anni in cui fu ebbe la direzione artistica (1922-1923) vide successo di critica e pubblico. Lavorò anche al fianco di Eleonora Duse, che in un'occasione quando si sentì male sul palcoscenico chiese il suo soccorso.
Nel 1933 è Nick Bottom in Sogno di una notte di mezza estate di William Shakespeare per la regia di Max Reinhardt con Carlo Lombardi, Cele Abba, Giovanni Cimara, Nerio Bernardi, Rina Morelli, Sarah Ferrati, Cesare Bettarini, Armando Migliari, Luigi Almirante, Giuseppe Pierozzi, Memo Benassi, Evi Maltagliati ed Eva Magni nel Giardino di Boboli e l'imperatore nella prima assoluta di La rappresentazione di Santa Uliva di Ildebrando Pizzetti nel Chiostro Grande della Basilica di Santa Croce di Firenze con la Morelli, Bettarini, Benassi, Andreina Pagnani, Lombardi, la Ferrati, Bernardi, Migliari e Cimara per la regia di Jacques Copeau.
Venne definito come uno dei maggiori interpreti del dramma dell'epoca insieme a Vera Vergani. Lavorò anche con Paola Borboni.

## Teatro
- Il più felice dei tre, attore e codirettore
- Triangoli, attore e codirettore
- Laboremus, attore e codirettore
- La donna in vetrina, attore e codirettore
- La Morte in vacanza, id. ,id.

## Filmografia
- Il ritorno, regia di Luca Comerio (1914)
- Il ciclone, regia di Eugenio Perego (1916)
- La straniera, regia di Amleto Palermi e Gaston Ravel (1930)